# Roc-A-Fella Records
A Roc-A-Fella Records egy amerikai hiphop lemezkiadó volt, amelyet Shawn "Jay-Z" Carter, Damon Dash és Kareem Burke alapított 1995-ben. A Def Jam Recordings egy divíziójaként működött.

## Leányvállalatok

### ROC Films
2002-ben a Roc-A-Fella Records kiadta a State Property című filmet a Lions Gate Entertainment-en keresztül. Ez a film vezetett a ROC Films/Roc-A-Fella Films cégnek megalapításához. A stúdió kiadta a Paid in Full című filmet ugyanebben az évben, mielőtt kiadták a Sodródás-t és a Death of a Dynasty-t 2003-ban. 2005-ben kiadták a debütáló filmjüknek második részét, a Philadelphiai gengszterek-et (eredeti címe: State Property 2). A filmben szerepelt Beanie Sigel, Damon Dash, Kanye West, N.O.R.E és Mariah Carey, illetve Bernard Hopkins és Winky Wright. A stúdió által kiadott filmek közé tartozik:
- Streets Is Watching (1998)
- Backstage (2000)
- State Property (2002)
- Paid in Full (2002)
- Sodródás (2002)
- Death of a Dynasty (2003)
- Mindhalálig rap (2004)
- Philadelphiai gengszterek (2005)

### Roc La Familia
A Roc-La-Familia-t 2005-ben alapította a Roc-A-Fella és a Def Jam elnöke, Shawn Carter. A kiadó nemzetközi előadók leszerződtetésével foglalkozik.

## Előadók
| - Amil - Bink - Foxy Brown - Neef Buck - Joe Budden - Cam'ron - Christión - The Diplomats - DJ Clue - Hector El Father - Aztek Escobar - Freekey Zekey - Freeway - Jadakiss - Jay-Z - Jim Jones - Just Blaze - Kanye West - M.O.P - Teairra Mari - Memphis Bleek | - N.O.R.E. - Neo Da Matrix - Ol' Dirty Bastard - Jay Park - Peedi Peedi - Rell - Samantha Ronson - Juelz Santana - Sauce Money - Beanie Sigel - Omillio Sparks - State Property - Tru Life - Uncle Murda - Nicole Wray - Young Chris - Young Gunz - Young Steff |

## Diszkográfia
| Év   | Előadók                    | Album                                               |
| ---- | -------------------------- | --------------------------------------------------- |
| 1996 | Jay-Z                      | Reasonable Doubt                                    |
| 1997 | Christión                  | Ghetto Cyrano                                       |
| 1997 | Jay-Z                      | In My Lifetime, Vol. 1                              |
| 1998 | Különböző előadók          | Streets Is Watching                                 |
| 1998 | Jay-Z                      | Vol. 2... Hard Knock Life                           |
| 1998 | DJ Clue?                   | The Professional                                    |
| 1999 | Memphis Bleek              | The Coming of Age                                   |
| 1999 | Jay-Z                      | Vol. 3... Life and Times of S. Carter               |
| 2000 | Beanie Sigel               | The Truth                                           |
| 2000 | DJ Clue?                   | DJ Clue? Presents: Backstage Mixtape                |
| 2000 | Amil                       | All Money Is Legal                                  |
| 2000 | Jay-Z                      | The Dynasty: Roc La Familia                         |
| 2000 | Memphis Bleek              | The Understanding                                   |
| 2001 | DJ Clue?                   | The Professional, Pt. 2                             |
| 2001 | Beanie Sigel               | The Reason                                          |
| 2001 | Jay-Z                      | The Blueprint                                       |
| 2001 | Jay-Z                      | Jay-Z: Unplugged                                    |
| 2002 | State Property             | State Property                                      |
| 2002 | Jay-Z és R. Kelly          | The Best of Both Worlds                             |
| 2002 | Cam'ron                    | Come Home with Me                                   |
| 2002 | Jay-Z                      | The Blueprint 2: The Gift & The Curse               |
| 2002 | Különböző előadók          | Paid in Full Soundtrack                             |
| 2003 | Freeway                    | Philadelphia Freeway                                |
| 2003 | The Diplomats              | Diplomatic Immunity                                 |
| 2003 | Jay-Z                      | The Blueprint 2.1                                   |
| 2003 | State Property             | The Chain Gang Vol. 2                               |
| 2003 | Juelz Santana              | From Me to U                                        |
| 2003 | Jay-Z                      | The Black Album                                     |
| 2003 | Memphis Bleek              | M.A.D.E.                                            |
| 2003 | Különböző előadók          | Roc-A-Fella Records Presents: The Roc Files, Vol. 1 |
| 2004 | Kanye West                 | The College Dropout                                 |
| 2004 | Young Gunz                 | Tough Luv                                           |
| 2004 | Jay-Z és R. Kelly          | Unfinished Business                                 |
| 2004 | Jay-Z és Linkin Park       | Collision Course                                    |
| 2004 | Cam'ron                    | Purple Haze                                         |
| 2005 | Memphis Bleek              | 534                                                 |
| 2005 | Young Gunz                 | Brothers from Another                               |
| 2005 | Teairra Marí               | Teairra Marí                                        |
| 2005 | Kanye West                 | Late Registration                                   |
| 2006 | Kanye West                 | Late Orchestration                                  |
| 2006 | DJ Clue?                   | The Professional, Pt. 3                             |
| 2006 | Hector Bambino "El Father" | Los Rompe Discotekas                                |
| 2006 | N.O.R.E.                   | N.O.R.E. y la Familia...Ya Tú Sabe                  |
| 2006 | Jay-Z                      | Kingdom Come                                        |
| 2007 | Kanye West                 | Graduation                                          |
| 2007 | Jay-Z                      | American Gangster                                   |
| 2007 | Freeway                    | Free at Last                                        |
| 2007 | Beanie Sigel               | The Solution                                        |
| 2008 | Kanye West                 | 808s & Heartbreak                                   |
| 2009 | Jadakiss                   | The Last Kiss                                       |
| 2009 | Jay-Z                      | The Blueprint Collector's Edition                   |
| 2010 | Kanye West                 | VH1 Storytellers                                    |
| 2010 | Kanye West                 | My Beautiful Dark Twisted Fantasy                   |
| 2011 | Jay-Z és Kanye West        | Watch the Throne                                    |
| 2013 | Jay-Z                      | Magna Carta Holy Grail.                             |